# Rhopalodes lobophoraria
Rhopalodes lobophoraria är en fjärilsart som beskrevs av Charles Oberthür 1881. Rhopalodes lobophoraria ingår i släktet Rhopalodes och familjen mätare. Inga underarter finns listade.